# Sportsklubben Brann 2018
Questa voce raccoglie le informazioni riguardanti lo Sportsklubben Brann nelle competizioni ufficiali della stagione 2018.

## Stagione
A seguito del 5º posto arrivato nel campionato 2017, nella stagione 2018 il Brann avrebbe partecipato all'Eliteserien ed al Norgesmesterskapet. Il 19 dicembre 2017 sono stati compilati i calendari per l'Eliteserien 2018: alla 1ª giornata, il Brann avrebbe fatto visita al Ranheim all'EXTRA Arena. Tuttavia, la partita è stata rinviata a data da destinarsi a causa del maltempo, che non garantiva lo svolgimento dell'incontro in sicurezza.

## Maglie e sponsor
Lo sponsor tecnico per la stagione 2018 è Nike, mentre lo sponsor ufficiale è Sparebanken Vest.
| Casa | Trasferta |

## Rosa
| N. |                                 | Ruolo | Calciatore              |
| -- | ------------------------------- | ----- | ----------------------- |
| 1  | Austria (bandiera)              | P     | Samuel Şahin-Radlinger  |
| 2  | Estonia (bandiera)              | C     | Taijo Teniste           |
| 3  | Paesi Bassi (bandiera)          | D     | Vito Wormgoor           |
| 4  | Norvegia (bandiera)             | D     | Christian Eggen Rismark |
| 5  | Norvegia (bandiera)             | D     | Thomas Grøgaard         |
| 5  | Norvegia (bandiera)             | D     | Jonas Grønner           |
| 6  | Islanda (bandiera)              | D     | Viðar Ari Jónsson       |
| 7  | Norvegia (bandiera)             | C     | Peter Orry Larsen       |
| 8  | Norvegia (bandiera)             | C     | Fredrik Haugen          |
| 9  | Costa d'Avorio (bandiera)       | A     | Daouda Bamba            |
| 9  | Norvegia (bandiera)             | C     | Kasper Skaanes          |
| 10 | Bosnia ed Erzegovina (bandiera) | C     | Amer Ordagić            |
| 11 | Norvegia (bandiera)             | A     | Steffen Lie Skålevik    |
| 12 | Norvegia (bandiera)             | P     | Markus Olsen Pettersen  |

| N. |                        | Ruolo | Calciatore               |
| -- | ---------------------- | ----- | ------------------------ |
| 14 | Paesi Bassi (bandiera) | A     | Ludcinio Marengo         |
| 15 | Costa Rica (bandiera)  | D     | Bismar Acosta            |
| 16 | Norvegia (bandiera)    | C     | Ruben Yttergård Jenssen  |
| 17 | Fær Øer (bandiera)     | D     | Gilli Rólantsson         |
| 18 | Norvegia (bandiera)    | A     | Azar Karadas             |
| 19 | Costa Rica (bandiera)  | C     | Deyver Vega              |
| 21 | Norvegia (bandiera)    | D     | Ruben Kristiansen        |
| 22 | Ghana (bandiera)       | C     | Gilbert Koomson          |
| 23 | Norvegia (bandiera)    | C     | Sivert Heltne Nilsen     |
| 25 | Norvegia (bandiera)    | A     | Daniel Braaten           |
| 27 | Norvegia (bandiera)    | A     | Henrik Kjelsrud Johansen |
| 29 | Norvegia (bandiera)    | C     | Kristoffer Barmen        |
| 40 | Norvegia (bandiera)    | A     | Aune Heggebø             |

## Calciomercato

### Sessione invernale(dal 01/01 al 31/03)
| Arrivi           | Arrivi                   | Arrivi      | Arrivi        |
| R.               | Nome                     | da          | Modalità      |
| ---------------- | ------------------------ | ----------- | ------------- |
| P                | Samuel Şahin-Radlinger   | Hannover 96 | prestito      |
| C                | Gilbert Koomson          | Sogndal     | definitivo    |
| C                | Amer Ordagić             |             | svincolato    |
| C                | Taijo Teniste            |             | svincolato    |
| A                | Henrik Kjelsrud Johansen | Vålerenga   | definitivo    |
| A                | Steffen Lie Skålevik     | Start       | fine prestito |
| Altre operazioni |                          |             |               |
| R.               | Nome                     | da          | Modalità      |
| D                | Dani Hatakka             | SJK         | fine prestito |
| C                | Halldor Stenevik         | Nest-Sotra  | fine prestito |

| Partenze | Partenze          | Partenze         | Partenze   |
| R.       | Nome              | a                | Modalità   |
| -------- | ----------------- | ---------------- | ---------- |
| P        | Lars Cramer       |                  | svincolato |
| P        | Alex Horwath      |                  | svincolato |
| P        | Piotr Leciejewski | Zagłębie Lubin   | definitivo |
| D        | Viljar Birkeland  | Åsane            | definitivo |
| D        | Dani Hatakka      | SJK              | definitivo |
| D        | Viðar Ari Jónsson | FH Hafnarfjörður | prestito   |
| D        | Amin Nouri        |                  | svincolato |
| C        | Andreas Fantoft   | Åsane            | definitivo |
| C        | Kasper Skaanes    | Start            | definitivo |
| C        | Halldor Stenevik  | Nest-Sotra       | prestito   |
| A        | Torgeir Børven    | Odd              | definitivo |
| A        | Jakob Orlov       |                  | svincolato |

### Sessione estiva(dal 19/07 al 15/08)
| Arrivi | Arrivi                  | Arrivi          | Arrivi     |
| R.     | Nome                    | da              | Modalità   |
| ------ | ----------------------- | --------------- | ---------- |
| D      | Christian Eggen Rismark | Ranheim         | definitivo |
| D      | Thomas Grøgaard         | Odd             | definitivo |
| C      | Ruben Yttergård Jenssen | Groningen       | definitivo |
| A      | Daouda Bamba            | Kristiansund BK | definitivo |

| Partenze | Partenze             | Partenze | Partenze   |
| R.       | Nome                 | a        | Modalità   |
| -------- | -------------------- | -------- | ---------- |
| D        | Jonas Grønner        | Aalesund | definitivo |
| C        | Sivert Heltne Nilsen | Horsens  | definitivo |

## Risultati

### Eliteserien

#### Girone di andata
| Arbitro: | Kjensli (Oslo) |

|  |           |                       |
|  | Marcatori | 24’, 55’ Lie Skålevik |

| Arbitro: | Skjerven (Kaupanger) |

|                                      |           |  |
| Lie Skålevik 18’ Wormgoor 41’ (rig.) | Marcatori |  |

| Arbitro: | Moen (Haugesund) |

|                   |           |            |
| Acosta 76’ (aut.) | Marcatori | 88’ Barmen |

| Arbitro: | Hobber Nilsen (Oslo) |

|            |           |  |
| Acosta 90’ | Marcatori |  |

| Arbitro: | Hagen (Grue) |

|           |           |                                       |
| Singh 50’ | Marcatori | 12’ Heltne Nilsen 80’ (rig.) Wormgoor |

| Arbitro: | Moen (Haugesund) |

|                                             |           |  |
| Rólantsson 11’ Wormgoor 44’ Orry Larsen 77’ | Marcatori |  |

| Arbitro: | Hobber Nilsen (Oslo) |

|  |           |                 |
|  | Marcatori | 50’ Orry Larsen |

| Arbitro: | Saggi (Drammen) |

|                                           |           |  |
| Wangberg 18’ (aut.) Lie Skålevik 34’, 62’ | Marcatori |  |

| Arbitro: | Moen (Haugesund) |

|  |           |                  |
|  | Marcatori | 75’ Lie Skålevik |

| Arbitro: | Eskås (Oslo) |

|            |           |               |
| Barmen 70’ | Marcatori | 54’ Grindheim |

### Norgesmesterskapet
| Arbitro: | Amland (Bergen) |

|                     |           |                                                                 |
| Andersen Grøttå 59’ | Marcatori | 7’, 60’ Vega 25’, 44’ Kjelsrud Johansen 32’ Braaten 65’ Heggebø |

| Arbitro: | Hansen Grøtta |

|  |           |                                                         |
|  | Marcatori | 20’ Grønner 25’ (rig.) Vega 41’ Orry Larsen 75’ Marengo |

| Arbitro: | Steen (Bergen) |

|  |           |          |
|  | Marcatori | 49’ Vega |

## Statistiche

### Statistiche di squadra
| Competizione       | Punti | In casa | In casa | In casa | In casa | In casa | In casa | In trasferta | In trasferta | In trasferta | In trasferta | In trasferta | In trasferta | Totale | Totale | Totale | Totale | Totale | Totale | DR |
| Competizione       | Punti | G       | V       | N       | P       | Gf      | Gs      | G            | V            | N            | P            | Gf           | Gs           | G      | V      | N      | P      | Gf     | Gs     | DR |
| ------------------ | ----- | ------- | ------- | ------- | ------- | ------- | ------- | ------------ | ------------ | ------------ | ------------ | ------------ | ------------ | ------ | ------ | ------ | ------ | ------ | ------ | -- |
| Eliteserien        | 0     | 0       | 0       | 0       | 0       | 0       | 0       | 0            | 0            | 0            | 0            | 0            | 0            | 0      | 0      | 0      | 0      | 0      | 0      | 0  |
| Norgesmesterskapet | -     | 0       | 0       | 0       | 0       | 0       | 0       | 0            | 0            | 0            | 0            | 0            | 0            | 0      | 0      | 0      | 0      | 0      | 0      | 0  |
| Totale             | -     | 0       | 0       | 0       | 0       | 0       | 0       | 0            | 0            | 0            | 0            | 0            | 0            | 0      | 0      | 0      | 0      | 0      | 0      | 0  |

### Andamento in campionato
| Giornata  | 1 | 2 | 3 | 4 | 5 | 6 | 7 | 8 | 9 | 10 | 11 | 12 | 13 | 14 | 15 | 16 | 17 | 18 | 19 | 20 | 21 | 22 | 23 | 24 | 25 | 26 | 27 | 28 | 29 | 30 |
| --------- | - | - | - | - | - | - | - | - | - | -- | -- | -- | -- | -- | -- | -- | -- | -- | -- | -- | -- | -- | -- | -- | -- | -- | -- | -- | -- | -- |
| Luogo     | T | C | T | C | T | C | T | C | T | C  | T  | T  | C  | T  | C  | T  | C  | T  | C  | T  | C  | T  | C  | T  | C  | T  | C  | C  | T  | C  |
| Risultato | V | V | N | V | V | V | V | V | V | N  |    |    |    |    |    |    |    |    |    |    |    |    |    |    |    |    |    |    |    |    |
| Posizione | 4 | 2 | 3 | 1 | 1 | 1 | 1 | 1 | 1 | 1  |    |    |    |    |    |    |    |    |    |    |    |    |    |    |    |    |    |    |    |    |

Fonte:  Eliteserien 2018, su altomfotball.no, Altomfotball. URL consultato il 19 dicembre 2017 (archiviato dall'url originale il 23 dicembre 2017).
Legenda:

Luogo: C = Casa; T = Trasferta. Risultato: V = Vittoria; N = Pareggio; P = Sconfitta.

### Statistiche dei giocatori
| Giocatore            | Eliteserien | Eliteserien | Eliteserien | Eliteserien | Norgesmesterskapet | Norgesmesterskapet | Norgesmesterskapet | Norgesmesterskapet | Coppe europee | Coppe europee | Coppe europee | Coppe europee | Altre coppe | Altre coppe | Altre coppe | Altre coppe | Totale   | Totale | Totale      | Totale     |
| Giocatore            | Presenze    | Reti        | Ammonizioni | Espulsioni  | Presenze           | Reti               | Ammonizioni        | Espulsioni         | Presenze      | Reti          | Ammonizioni   | Espulsioni    | Presenze    | Reti        | Ammonizioni | Espulsioni  | Presenze | Reti   | Ammonizioni | Espulsioni |
| -------------------- | ----------- | ----------- | ----------- | ----------- | ------------------ | ------------------ | ------------------ | ------------------ | ------------- | ------------- | ------------- | ------------- | ----------- | ----------- | ----------- | ----------- | -------- | ------ | ----------- | ---------- |
| B. Acosta            | 0           | 0           | 0           | 0           | 0                  | 0                  | 0                  | 0                  |               |               |               |               |             |             |             |             | 0        | 0      | 0           | 0          |
| D. Bamba             | 0           | 0           | 0           | 0           | -                  | -                  | -                  | -                  |               |               |               |               |             |             |             |             | 0        | 0      | 0           | 0          |
| K. Barmen            | 0           | 0           | 0           | 0           | 0                  | 0                  | 0                  | 0                  |               |               |               |               |             |             |             |             | 0        | 0      | 0           | 0          |
| D. Braaten           | 0           | 0           | 0           | 0           | 0                  | 0                  | 0                  | 0                  |               |               |               |               |             |             |             |             | 0        | 0      | 0           | 0          |
| C. Eggen Rismark     | 0           | 0           | 0           | 0           | -                  | -                  | -                  | -                  |               |               |               |               |             |             |             |             | 0        | 0      | 0           | 0          |
| T. Grøgaard          | 0           | 0           | 0           | 0           | -                  | -                  | -                  | -                  |               |               |               |               |             |             |             |             | 0        | 0      | 0           | 0          |
| J. Grønner           | 0           | 0           | 0           | 0           | 0                  | 0                  | 0                  | 0                  |               |               |               |               |             |             |             |             | 0        | 0      | 0           | 0          |
| F. Haugen            | 0           | 0           | 0           | 0           | 0                  | 0                  | 0                  | 0                  |               |               |               |               |             |             |             |             | 0        | 0      | 0           | 0          |
| S. Heltne Nilsen     | 0           | 0           | 0           | 0           | 0                  | 0                  | 0                  | 0                  |               |               |               |               |             |             |             |             | 0        | 0      | 0           | 0          |
| V. Jónsson           | 0           | 0           | 0           | 0           | 0                  | 0                  | 0                  | 0                  |               |               |               |               |             |             |             |             | 0        | 0      | 0           | 0          |
| A. Karadas           | 0           | 0           | 0           | 0           | 0                  | 0                  | 0                  | 0                  |               |               |               |               |             |             |             |             | 0        | 0      | 0           | 0          |
| H. Kjelsrud Johansen | 0           | 0           | 0           | 0           | 0                  | 0                  | 0                  | 0                  |               |               |               |               |             |             |             |             | 0        | 0      | 0           | 0          |
| G. Koomson           | 0           | 0           | 0           | 0           | 0                  | 0                  | 0                  | 0                  |               |               |               |               |             |             |             |             | 0        | 0      | 0           | 0          |
| R. Kristiansen       | 0           | 0           | 0           | 0           | 0                  | 0                  | 0                  | 0                  |               |               |               |               |             |             |             |             | 0        | 0      | 0           | 0          |
| S. Lie Skålevik      | 0           | 0           | 0           | 0           | 0                  | 0                  | 0                  | 0                  |               |               |               |               |             |             |             |             | 0        | 0      | 0           | 0          |
| L. Marengo           | 0           | 0           | 0           | 0           | 0                  | 0                  | 0                  | 0                  |               |               |               |               |             |             |             |             | 0        | 0      | 0           | 0          |
| M. Olsen Pettersen   | 0           | -0          | 0           | 0           | 0                  | -0                 | 0                  | 0                  |               |               |               |               |             |             |             |             | 0        | 0      | 0           | 0          |
| A. Ordagić           | 0           | 0           | 0           | 0           | 0                  | 0                  | 0                  | 0                  |               |               |               |               |             |             |             |             | 0        | 0      | 0           | 0          |
| P. Orry Larsen       | 0           | 0           | 0           | 0           | 0                  | 0                  | 0                  | 0                  |               |               |               |               |             |             |             |             | 0        | 0      | 0           | 0          |
| G. Rólantsson        | 0           | 0           | 0           | 0           | 0                  | 0                  | 0                  | 0                  |               |               |               |               |             |             |             |             | 0        | 0      | 0           | 0          |
| S. Şahin-Radlinger   | 0           | -0          | 0           | 0           | 0                  | -0                 | 0                  | 0                  |               |               |               |               |             |             |             |             | 0        | 0      | 0           | 0          |
| K. Skaanes           | 0           | 0           | 0           | 0           | 0                  | 0                  | 0                  | 0                  |               |               |               |               |             |             |             |             | 0        | 0      | 0           | 0          |
| T. Teniste           | 0           | 0           | 0           | 0           | 0                  | 0                  | 0                  | 0                  |               |               |               |               |             |             |             |             | 0        | 0      | 0           | 0          |
| D. Vega              | 0           | 0           | 0           | 0           | 0                  | 0                  | 0                  | 0                  |               |               |               |               |             |             |             |             | 0        | 0      | 0           | 0          |
| V. Wormgoor          | 0           | 0           | 0           | 0           | 0                  | 0                  | 0                  | 0                  |               |               |               |               |             |             |             |             | 0        | 0      | 0           | 0          |
| R. Yttergård Jenssen | 0           | 0           | 0           | 0           | -                  | -                  | -                  | -                  |               |               |               |               |             |             |             |             | 0        | 0      | 0           | 0          |